# Eenvoudig leven

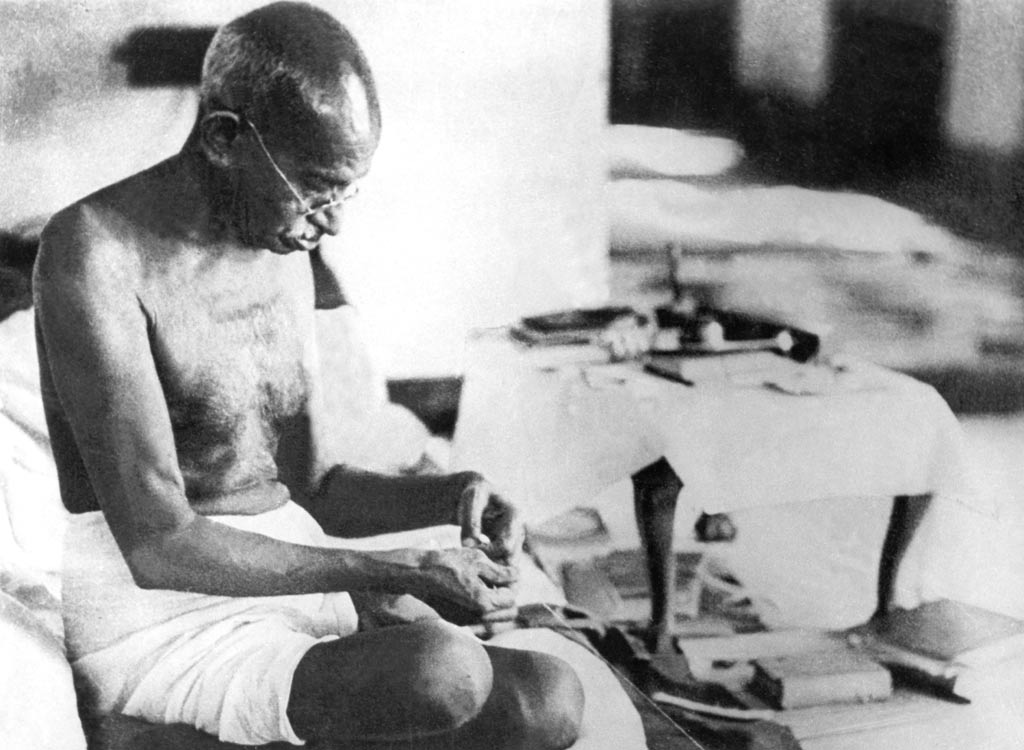
Mahatma Gandhi gebruikt een spinnewiel. Gandhi geloofde in een simpel en zelfvoorzienend leven.

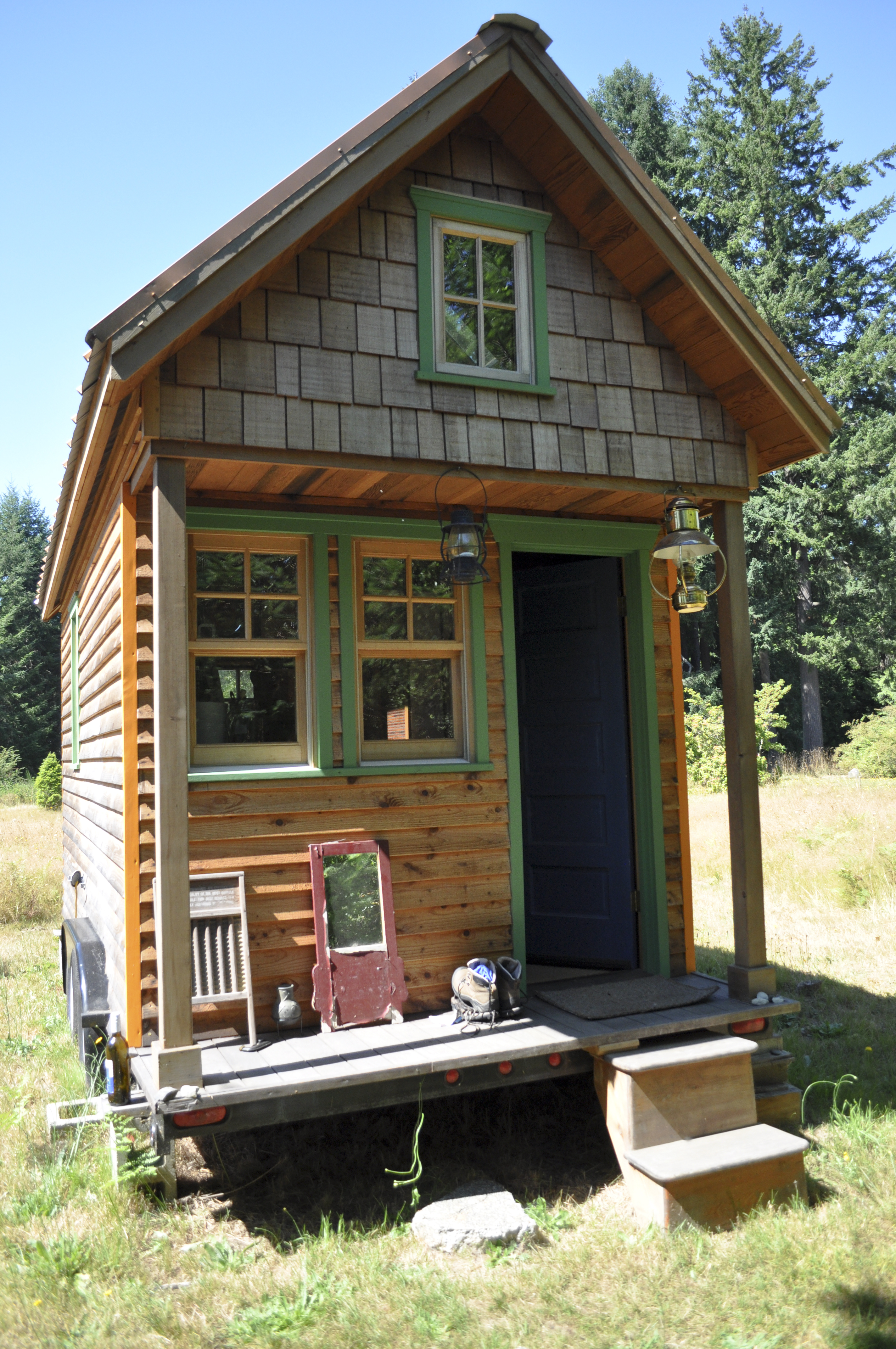
De Tiny House Movement kan worden gezien als een beweging die aansluit bij eenvoudig leven.

Eenvoudig leven of simpel leven is een levensstijl waarbij iemand het doel heeft het eigen leven te vereenvoudigen. Hierbij kan het bijvoorbeeld gaan om het verminderen van de hoeveelheid spullen die men bezit (minimalisme), zelfvoorzienend worden, of ascese. Het concept kan ook worden beschreven als het richten van geluk op wat men heeft, in plaats van wat men wil. Het begrip komt niet overeen met armoede, omdat dat geen vrijwillige levenswijze is.
Het is ontstaan als reactie op de consumptiemaatschappij en kan hiermee gezien worden als een tegenreactie op het kapitalisme. De vereenvoudiging van het leven kan een tegenreactie zijn op het materialisme en de opzichtige consumptie waarmee de eigen sociale status kan worden verhoogd dan wel behouden.
Eenvoudig leven gaat echter verder terug als we kijken naar eeuwenoude tradities. In dat geval ligt het hoofddoel voor eenvoudig leven niet zo zeer in het zich richten op wat zichtbaar is of op de huidige omstandigheden maar meer op het doel waarvoor de mensheid is geschapen: om de Schepper van hemel en aarde de eer te geven voor alles wat Hij op deze aarde heeft gegeven en wat ons overkomt. Hierbij staat het dienen van God op de eerste plaats, en het tweede gebod, dat even belangrijk is, is om de naaste lief te hebben. Dit omdat het leven van de mens op aarde tijdelijk is, hooguit 80 tot 100 jaar. De manier waarop mensen die eenvoudig leven omgaan met God, hun medemens en aardse goederen, is geworteld in een eeuwenoude joods-christelijke traditie.
Aanhangers kiezen deze levenswijze om verschillende redenen. Het kan daarbij gaan om de zoektocht naar) rust, geluk, vrijheid, spiritualiteit, gezondheid, meer tijd voor vrienden en familie, het evenwicht tussen werk en privéleven, persoonlijke voorkeur, financiële gezondheid, zuinigheid, of het verminderen van stress. Het kan ook een reactie zijn op het materialisme en consumptie voor een sociale status. Sommigen halen ook enkele sociale doelen aan, zoals duurzaamheid, natuurbescherming, degrowth, sociale rechtvaardigheid en tegenstand tegen milieuvervuiling, oorlog, materialisme en belastingen.
Aanhangers van eenvoudig leven streven om verschillende redenen en op verschillende manieren een minimalistische levensstijl na. De een leeft (heel) duurzaam en afvalvrij, de ander is vooral bezig met ontspullen en weer een ander gaat zelfvoorzienend in een yurt of tiny house wonen. Wel begint het bij de meeste minimalisten met het wegdoen van spullen en leidt dit proces doorgaans tot bewuster leven, kopen, eten en reizen. Daarnaast wordt vaak voor deze levensstijl gekozen om te ontkomen aan een bepaalde levensstandaard (hoog salaris, dure auto, grote woning) en daarmee te kunnen ontstressen.
Deze nieuwe economische beweging die aandacht geeft aan simpel leven is in ontwikkeling sinds de Verenigde Naties-conferentie over duurzaamheid in 1972, de publicatie van de boeken Only One Earth, De Grenzen aan de Groei, en Blueprint For Survival in datzelfde jaar, en de publicatie van Small Is Beautiful in 1973.

## Kritiek
Hoewel minimalisten bewuster kopen, nemen zij in de meeste gevallen (nog) wel deel aan de consumptiemaatschappij. Mede hierdoor komt hun kritische standpunt tegen het kapitalisme op kritiek te staan. Zo zou minimalisme volgens critici alleen interessant kunnen zijn voor mensen die over voldoende geld beschikken, waardoor een dergelijke levensstijl wederom een statussymbool in de hand zou werken.

## Prominente denkers

### Verenigde Staten
David Wann introduceerde het idee van "simpele welvaart" en hoe dat van toepassing is op een duurzame levenswijze. Hij ziet het als belangrijk dat de mens zichzelf deze drie fundamentele vragen stelt:
- Wat is het punt van al het pendelen en consumeren?
- Wat is het doel van de economie?
- Waarom zijn we nu ongelukkiger dan toen we het streven naar overvloed begonnen?[8]

In deze context is simpel leven het tegenovergestelde van onze hedendaagse zoektocht naar rijkdom en kwantiteit, maar meer met het behouden van steden, tradities, en natuur.
De Amerikaanse minimalisten Joshua Fields Millburn en Ryan Nicodemus wisten de levensstijl te populariseren. Dit deden ze door middel van hun boeken Everything That Remains, Minimalism en Essential, en de jaarlijkse tours die erop volgden. Daarnaast werd de Netflix-documentaire Minimalism: a documentary about the important things zeer goed ontvangen. Een van hun bekendste projecten is de Minimalism Game, waarbij men dertig dagen lang spullen verkoopt, weggeeft of weggooit.

### Verenigd Koninkrijk
Een ander referentiepunt voor dit nieuwe economische denken kan worden gevonden in A New Economics for Sustainable Development van James Robertson en denkers en activisten die deelnamen aan zijn programma genaamd Working for a Sane Alternative. Volgens Robertson is het waarschijnlijk dat de overgang naar duurzaamheid een aandachtsverschuiving van het stijgen van inkomens naar het verminderen van kosten nodig zal hebben. Robertson komt met de volgende uitgangspunten voor het nieuwe economische denken:
- Het systematisch verbeteren van zelfbeschikking en autonomie van mensen (in plaats van hen afhankelijk maken), als basis van ontwikkeling waarbij mensen centraal staan
- Het systematisch beschermen van de natuur en natuurlijke hulpbronnen
- Een evolutie van het economisch model gebaseerd op 'The Wealth of Nations' naar een economisch model van één wereld, en een aandachtsverschuiving van de huidige internationale economie naar een economie waar decentralisering en ecologische duurzaamheid centraal staan
- Het herstellen van politieke en ethische factoren als centrale onderwerpen binnen het economisch denken
- Het respecteren van kwaliteit, en niet alleen kwantiteit[5]

### Japan

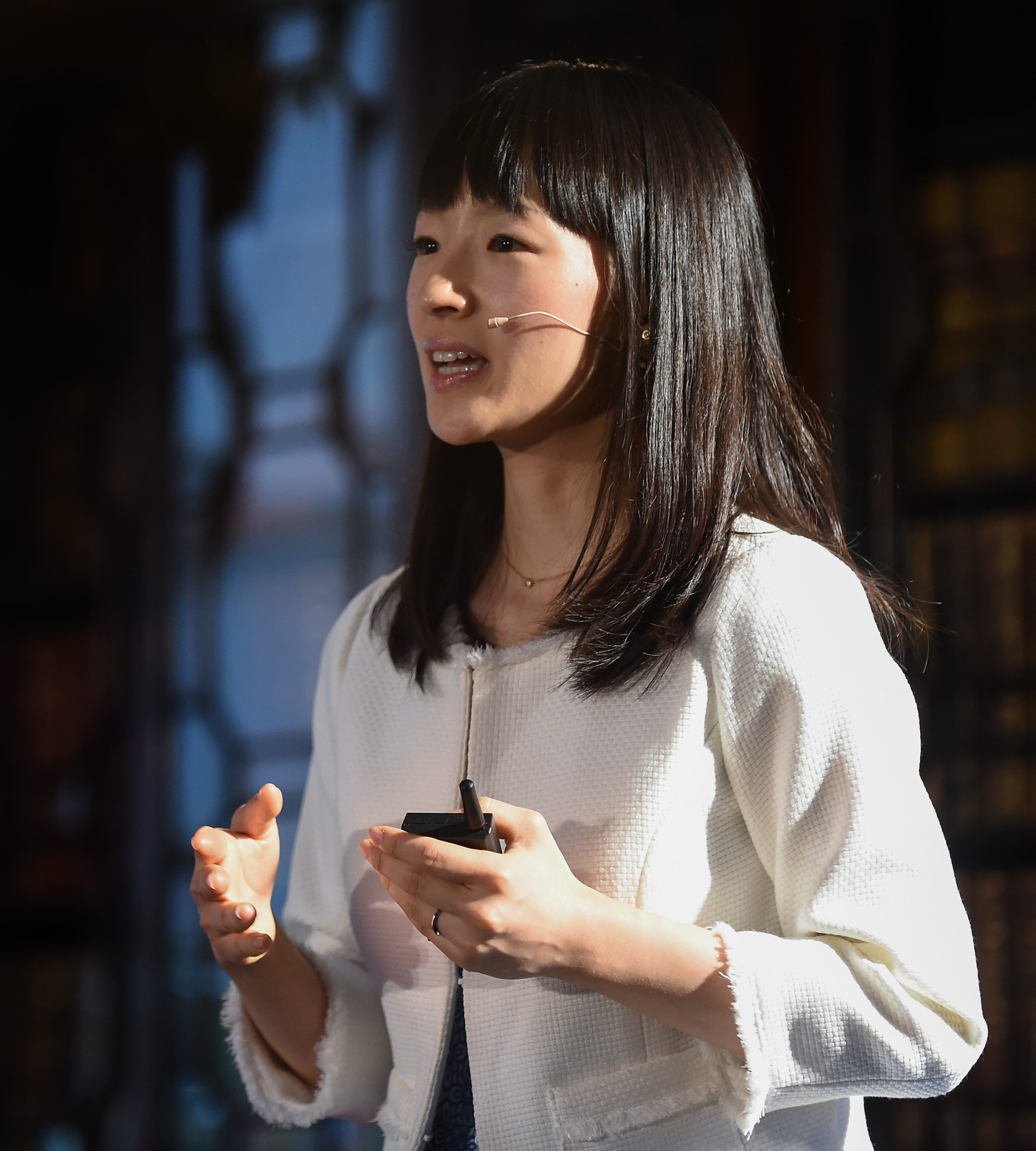
Marie Kondo

De Japanse opruimgoeroe Marie Kondo kreeg mensen wereldwijd aan het opruimen en ontspullen. Haar boeken Opgeruimd! en Spark Joy waren absolute bestsellers. Met de populaire uitdrukking “Does it spark joy?” (wat zich het beste laat vertalen als: Geeft het me plezier? Of: Word ik er blij van?) stelt men zichzelf tijdens het opruimen de vraag of een item mag blijven of niet. In 2015 werd Kondo door Time Magazine uitgeroepen tot een van de 100 invloedrijkste personen ter wereld.
Geïnspireerd door deze minimalisten kwam de Japanse auteur Fumio Sasaki met zijn boek Vaarwel, spullen. Als hoarder was hij druk en gestrest, en focuste hij zich op materiële rijkdom. Tegelijkertijd voelde Sasaki zich erdoor overweldigd en besloot hij al zijn bezittingen weg te doen. In tegenstelling tot Kondo, die zich vooral richt op het ordenen en bewust bewaren van spullen, gelooft Sasaki dat de meeste bezittingen overbodig zijn.

### Nederland
In Nederland wist Jelle Derckx onder de naam Growthinkers een groot publiek te bereiken. Door de populariteit van zijn blog verscheen in 2018 zijn boek Verlangen naar minder. De blogger schrijft en spreekt voornamelijk over persoonlijke groei en duurzaamheid. In samenwerking met het tijdschrift Happinez kwam Derckx met de podcast-serie Het groene hart van, waarbij hij in gesprek gaat met andere zogenaamde ‘groendenkers’. Een daarvan is voormalig 3 op Reis-presentator Dennis Storm, die in hetzelfde jaar als Derckx het boek Weg ermee uitbracht. Verder bereikt huisvrouw, schrijfster en ondernemer Teunie Luijk met haar blog Eenvoudig Leven ook een groot publiek met lezers vanuit zowel seculiere hoek als bij publiek met een religieuze achtergrond. Daarin slaagt zij door op praktische wijze te schrijven over hoe zij, volgens het traditionele model van een huismoeder met een werkende man en een gezin van 10 kinderen, eenvoudig leeft, en zo weet zij een groot publiek te bereiken.

## Religieus en spiritueel
Een aantal religieuze en spirituele tradities moedigt een eenvoudig leven aan. Vroege voorbeelden zijn de Śramaṇa tradities van het ijzertijdperk in India en de bijbelse Nazireeërs. Meer formele tradities van eenvoudig leven gaan terug tot de oudheid, afkomstig van religieuze en filosofische leiders zoals Lao Tzu, Confucius, Zarathustra, Gautama Boeddha, Jezus, en Mohammed. Deze tradities werden sterk beïnvloed door zowel nationale culturen als religieuze ethiek. Diogenes, een belangrijke figuur in de oude Griekse filosofie van het cynisme, beweerde dat een eenvoudig leven noodzakelijk was voor deugdzaamheid, en er werd gezegd dat hij in een wijnkruik leefde.
Eenvoud was een van de belangrijkste concepten van Lao Tzu, de grondlegger van het Taoïsme. Dit is het meest belichaamd in de principes van Pu en Ziran. Confucius is talloze malen geciteerd als bevorderaar van eenvoudig leven.
Gautama Boeddha omhelsde eenvoudig leven als een centrale deugd van het Boeddhisme. De Vier Edele Waarheden bepleiten onthechting van begeerte als de weg naar het beëindigen van lijden en het bereiken van Nirvana.
Van Jezus wordt gezegd dat hij een eenvoudig leven leidde. Hij zou zijn discipelen hebben aangemoedigd "niets mee te nemen voor hun reis behalve een staf - geen brood, geen tas, geen geld in hun riemen - maar sandalen te dragen en geen twee tunieken aan te trekken." Net als Jezus hebben veel opmerkelijke religieuze personen, zoals Benedictus van Nursia, Franciscus van Assisi, Henry David Thoreau, Leo Tolstoy, Rabindranath Tagore, Albert Schweitzer, en Mahatma Gandhi, beweerd dat spirituele inspiratie hen tot een eenvoudige levensstijl heeft gebracht.